# 4-es villamos (Szczecin)
A szczecini 4-es jelzésű villamos a Krzekowo – Plac Kościuszki – Pomorzany útvonalon közlekedik. A vonalon 1905-ben indult meg a közlekedés. A vonalat a Tramwaje Szczecińskie közlekedteti a Zarząd Dróg i Transportu Miejskiego megrendelésére.

## Útvonala
| Pomorzany felé | Krzekowo felé |
| --- | --- |
| Krzekowo - Żołnierska – Mickiewicza – Bohaterów Warszawy – Jagiellońska – Piastów – Powstańców WieBS4opolskich – Budziszyńska - Pomorzany | Pomorzany - Budziszyńska - Powstańców WieBS4opolskich - Piastów - Jagiellońska - Bohaterów Warszawy - Mickiewicza - Żołnierska - Krzekowo |

## Megállóhelyek és átszállási lehetőségek
| 4 (Krzekowo – Pomorzany) |                            |                        |
| Megállóhely              | Település                  | Átszállási kapcsolatok |
| Pomorzany                | Pomorzany                  | ,                      |
| Frysztacka               | Pomorzany                  | ,                      |
| Szpitalna                | Pomorzany                  | ,                      |
| Starkiewicza             | Pomorzany                  | ,                      |
| Dąbrowskiego             | Pomorzany                  | ,                      |
| Szwoleżerów              | Nowe Miasto                | ,                      |
| Narutowicza              | Śródmieście-Zachód         | ,                      |
| Plac Kościuszki          | Turzyn, Śródmieście-Zachód | ,                      |
| Piastów                  | Turzyn, Śródmieście-Zachód | ,                      |
| Bohaterów Warszawy       | Turzyn                     | ,                      |
| Wawrzyniaka              | Turzyn                     | ,                      |
| Karłowicza               | Pogodno                    | ,                      |
| Poniatowskiego           | Pogodno                    | ,                      |
| Konopnickiej             | Pogodno                    | ,                      |
| Brzozowskiego            | Pogodno                    | ,                      |
| Wernyhory                | Pogodno                    | ,                      |
| Żołnierska               | Pogodno                    | ,                      |
| Krzekowo                 | Pogodno                    | ,                      |

## Járművek
A viszonylaton alacsony padlós PESA 120Na valamint magas padlós Tatra KT4DtM villamosok közlekednek.
| Kép | Típus        | Gyártó | Gyártásban  |
| --- | ------------ | ------ | ----------- |
|     | Tatra KT4DtM | ČKD    | 1974 – 1997 |
|     | Pesa Swing   | Pesa   | 2010 – 2012 |